# Levitate
"Levitate" es una canción del grupo de rock irlandés U2. Fue compuesta durante las sesiones de grabación del álbum All That You Can't Leave Behind, una etapa en la que el grupo compone multitud de canciones que después no serán incluidas en álbumes de estudio.
Eso es lo que ocurrió con este tema, que sin embargo aparecerá en las compilaciones The Complete U2 (2004), Unreleased and Rare (2004) y Medium, Rare and Remastered (2009). 

## Composición
Se trata de un tema de base electrónica, aunque no faltan las guitarras de The Edge que le confieren una fuerza especial. Como otras canciones de U2, tiene un comienzo suave que avanza a través de un crescendo para ir añadiendo instrumentación. “Su inicio es la base de cómo sonó después «City of Blinding Lights»".
La composición sigue una línea en la que apenas se distingue el estribillo, lo que unido a la instrumentación y la percusión crea una atmósfera especial, que nos traslada a otros temas más antiguos de la banda, sobre todo del álbum The Unforgettable Fire, como «A Sort of Homecoming» o «Elvis Presley and America».

## Letra
La letra está impregnada del optimismo con el que el grupo acogió la llegada del tercer milenio que se refleja en el álbum que lanzaron en el 2000 (All That You Can't Leave Behind), pero que se vio truncado con el 11S y la crisis financiera posterior.
Parte de su letra se plasmará en la canción «Miracle Drug» (incluida en el álbum How to Dismantle an Atomic Bomb); además, sirvió de inspiración para el tema «Charlie Brown» de Coldplay.

## Créditos
- Bono: voz
- The Edge: guitarra, teclados, coros
- Adam Clayton: bajo
- Larry Mullen: batería